# Gabi Decker

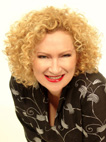
Gabi Decker

Gabi Decker (* 5. Juli 1956 in Ratingen, Nordrhein-Westfalen) ist eine ehemalige deutsche Kabarettistin, Moderatorin und Sängerin.

## Karriere
Gabi Decker wuchs in Bokensdorf in Niedersachsen auf. Ausbildungen zur Bauzeichnerin in Wolfsburg und zur Reisebürokauffrau in Braunschweig brach sie ab. 1981 ging sie nach Berlin. Dort verdiente sie sich mit Jobs als Kellnerin oder Zimmermädchen ihren Lebensunterhalt und trat nachts als Jazz-Sängerin in Bars auf, wo sie auch entdeckt wurde. Ohne größeren Erfolg veröffentlichte sie 1983 und 1984 drei von Ralph Siegels Schallplattenfirma produzierte Singles (Unter der Dusche, Ich werd’ wahnsinnig und Allein).
Von 1985 bis 1994 arbeitete sie als Radiomoderatorin für den SFB und war im bundesweiten ARD-Nachtexpress zu hören. Sie war Gagschreiberin für Mike Krüger, Harald Schmidt, Gerd Dudenhöffer und Hans Werner Olm. 1994 präsentierte sie ihr erstes Solo-Programm auf der Bühne Ich wär' so gerne Chauvinist. 1998 war sie zusammen mit Isabel Varell in der sechsteiligen ZDF-Comedyshow Varell und Decker zu sehen. Es folgten weitere TV-Auftritte, darunter Quatsch Comedy Club, Mitternachtsspitzen und Blond am Freitag, wo sie seit 2001 als regelmäßiger Gast zu sehen war. Mit ihrem Bühnenprogramm Leibhaftig war Gabi Decker seit Juni 2004 deutschlandweit auf Tournee. Im August 2010 startete im Berliner Kabarett-Theater Die Wühlmäuse ihr Bühnenprogramm Das Beste – Zugabi. Im Jahr 2019 ging sie mit „Lieder mit Musik“ auf Tour, bei dem sie einen Querschnitt ihres Schaffens zeigte. Am 14. Dezember 2019 führte sie im Konzertsaal der UDK in Berlin ihre letzte Show unter dem Namen „100 Jahre Gabi Decker“ einmalig auf und verabschiedete sich damit von der Bühne.

## Privat

Gabi Decker bei einer ihrer letzten Vorstellungen in Neustrelitz am 16. November 2019

Sie ist Gründerin der Stiftung „Hilfe für Senioren in Berlin und Umgebung“ und Schirmherrin der Berliner Schwulenberatung.
Im Juni 2018 heiratete sie den Arzt Dr. Heiner Stiepani.

## Bühnenprogramme
- 1994: Ich wär’ so gerne Chauvinist
- 1998: Klassentreffen
- 2000: Paare zum Liebhaben (mit Hans Werner Olm)
- 2001: Casting
- 2004: Leibhaftig
- 2007: Deckerdenz
- 2010: Das Beste – Zugabi
- 2019: Lieder mit Musik
- 2019: 100 Jahre Gabi Decker

## TV
- 1991: Die Mike Krüger Show
- 1998: Familie Heinz Becker (Folge 5/2 "Die Berlin-Reise 2")
- 1998: ZDF Hitparade
- 1998: Varell & Decker
- 2001 & 2005: 3nach9
- 2001–2007: Blond am Freitag
- 2002: Edgar Wallace: Die vier Gerechten
- 2002–2003: Comedy Kids
- 2002: Lachen tut gut – Comedy für Unicef
- 2004: Die Kurt Krömer Gala
- 2005: Quatsch Comedy Club
- 2005: Die Kurt Krömer Show
- 2006: Riverboat
- 2007: Olm unterwegs
- 2007 & 2009: Lafer! Lichter! Lecker!
- 2008: Promi ärgere dich nicht
- 2008: Genial daneben
- 2009: Ein Mann, ein Fjord!
- 2009: Happy Birthday, Hella!
- 2010–2011: Markus Lanz
- 2011: NDR Talk Show
- 2011: Biss zur großen Pause – Das Highschool Vampir Grusical
- 2011: Das große Kleinkunstfestival
- 2012–2013: Spätschicht – Die Comedy Bühne
- 2013: Inka!
- 2013: DAS!
- 2016: Mein Gott Walther! Die Supernase Mike Krüger

## Bücher
- 1998: Ich wär so gerne Chauvinist. Ullstein, ISBN 3-548-36206-0
- 2013: Lassen Sie mich durch, mein Mann ist Arzt!, zusammen mit Jens Westerbeck, Orell Füssli, Zürich. ISBN 978-3-280-05515-1

## CD & LP
- 1983: Ich werd’ wahnsinnig (Jupiter Records), Single
- 1983: Unter der Dusche (Jupiter Records), Single
- 1984: Allein (sind die Drachen groß und die Prinzen klein) (Jupiter Records), Single
- 2000: Die Wahrheit über Deutschland PT.3 (WortArt)
- 2003: Ich wär so gerne Chauvinist (Efa)
- 2003: Die Wahrheit über Deutschland PT.5 (WortArt)
- 2003: Die geheimen Tagebücher der Eva B. (Radiostar)
- 2004: Casting (WortArt)
- 2004: Klassentreffen (WortArt)
- 2004: Leibhaftig (WortArt)
- 2005: Liederlich (Zapp)
- 2006: Die Wahrheit über Deutschland PT.6 (WortArt)
- 2007: Die Wahrheit über Deutschland PT.7 (WortArt)
- 2007: Deckerdenz (WortArt)

## Video
- 2002: Kabarett aus Franken, Folge 5 (Media-Arte)
- 24.11.2011 Markus Lanz mit Bushido, Sido, Peter Maffay, Richard David Precht und Gabi Decker[1]